# Quercus sapotifolia
Quercus sapotifolia es una especie de planta en la familia Fagaceae. Es un árbol nativo del sur de México (Chiapas), Guatemala, Honduras, Nicaragua, Costa Rica, y Panamá. Es una especie dominante en bosque húmedo montano mixto y bosque nuboso en asociación con Abies en altitudes de 1500 a 3200 m s. n. m. Tiene una madera muy resistente y duradera que se utiliza para la construcción de muebles, postes, tarimas y herramientas agrícolas; su corteza produce taninos que se utilizan para el curtido de cueros.

## Descripción
Son árboles que alcanzan un tamaño de 4–20 (–30) m de alto, corteza áspera, gris a negra; tallos escasamente tomentosos con tricomas arrosetados y multiradiados, prontamente glabros, café-rojo obscuros tornándose grises al envejecer, con prominentes lenticelas blancas; yemas ovado-elípticas, 2.5–3 mm de largo y 1.5–2 mm de ancho. Hojas angostamente elípticas a ampliamente elípticas pero a veces lanceolado-ovadas u obovadas,(3–) 5–12 (–16.5) cm de largo y (1.2–) 2–5 (–6) cm de ancho, ápice redondeado a agudo, base subcordada, margen entero, nervio marginal involuto, haz glabra excepto por tricomas esparcidos cerca de la base del nervio principal, envés glabro excepto por fascículos de tricomas estipitados y multiradiados en algunas de las axilas de los nervios secundarios y unos pocos tricomas laterales solitarios en el nervio principal, 8–14 pares de nervios secundarios, hundidos o ligeramente impresos en la haz, el nervio principal y los nervios secundarios muy prominentes en el envés, los nervios terciarios hundidos en ambas superficies, subcoriáceas a coriáceas; pecíolos 3–6 mm de largo, estípulas liguladas, 4–6 mm de largo, glabras a ligeramente pubescentes, largamente ciliadas en el margen. Inflorescencias estaminadas 6–12 cm de largo, perianto 1.2–1.6 mm de largo, pubescente a lo largo de los márgenes de los lobos, bractéola 1.5–2 mm de largo; inflorescencias pistiladas 0.5–3 cm de largo, con 1–6 flores. Frutos 1–3 madurando en el raquis, pedúnculo 5–20 mm de largo; cúpula hemisférica a turbinada, 4–7 mm de alto y 7–12 mm de ancho en el orificio, escamas ovado-triangulares, 2–3 mm de largo y 1.5–2 mm de ancho en la base, ápice agudo, ligeramente pubescentes a lo largo del margen y en el centro, planas en la base, café lustrosas; nuez 8–14 mm de largo y 6–9 mm de ancho, 20–35% incluida en la cúpula, ápice redondeado, apiculado; pericarpo pubescente en la superficie interior.

## Taxonomía
Quercus sapotifolia fue descrita por  Frederick Michael Liebmann    y publicado en Oversigt over det kongelige danske videnskabernes selskabs forhandlinger og dets medlemmers arbeider. 1854: 185. 1854.
Etimología
Quercus: nombre genérico del latín que designaba igualmente al roble y a la encina.
sapotifolia: epíteto
Sinonimia
- Quercus acutifolia var. microcarpa A.DC.
- Quercus amissiloba Trel.
- Quercus apanecana Trel.
- Quercus bumelioides Liebm.
- Quercus correpta Trel.
- Quercus donnell-smithii Trel.
- Quercus elliptica Liebm. ex A.DC.
- Quercus elliptica var. microcarpa A.DC.
- Quercus microcarpa Liebm.
- Quercus parviglans Trel.
- Quercus parviglans f. polycarpa Trel.
- Quercus parviglans f. tejadana Trel.
- Quercus persiifolia Liebm.
- Quercus persiifolia var. achoteana Trel. ex Yunck.
- Quercus persiifolia f. microcarpa Trel.
- Quercus siguatepequeana Trel.
- Quercus totutlensis A.DC.
- Quercus wesmaelii Trel.[5][6]